# إد، إدد وإدي
إد، إدد وإدي (بالإنجليزية: Ed, Edd n Eddy)‏ هو مسلسل رسومٍ متحرّكةٍ كوميدي كندي-امريكي من تأليف داني أنتونوتشي تم عرضه على قناة كرتون نتورك عام 1999 واستمر لمدة ست مواسم مدة الحلقة 22 دقيقة تقريبا. كما حصل على فيلم سنة 2009
(عرض المسلسل مدبلج للغة العربية غلى قناة كرتون نتورك بالعربية وإم بي سي ثري)
.

## الشخصيات

### إد
- مؤدي الصوت: مات هيل
- المدبلج العربي: طوني أشقر، ريشارد ينّي (في بعض الحلقات وفيلم)،

عادة ما يظهر إد في أفلام الوحوش ومجموعات النماذج. فهو لم يكن بالتحديد المحرك لعقول الثلاثي كما أنه من السهل استدراجه للاطلاع على مشاريع إدي الحمقاء. فهو بالغ القوة وبالغ الحماقة.

### إدد
- مؤدي الصوت: سامويل فنسنت
- المدبلجة العربية: جمانة الزنجي
- رشا بيدس

إدد أو إد بدالين وكما يعرف هو ذكي وهادئ بحق ومهذب حقًا إلى أبعد الحدود. يحب قضاء وقت فراغه في الدراسة لكنه عادة ما ينتهي به الأمر إلى الانخراط في مخططات إدي المجنونة التي تشتته بالفعل.

### إدي
- مؤدي الصوت: توني سامبسون
- المدبلج العربي: ديمتري ملكي، ربيع بحر صافي (في بعض الحلقات وفيلم)، يحيى الكفري

يحب إيدي أن يكون مركز انتباه الآخرين. يمكنه أن يقوم بدور الخبير بكل شيء في بعض الأحيان ودائمًا ما يقوم بإبداع مخططات آدمية المنشأ عادة ما تنتهي بالمشكلات! لكن أفضل ما يتفوق فيه بالفعل هو صنع الطبق الشهير "المونجو ستينك بومبو."
ولا تنسوا اصدقائهم كيفين ورولف وسارة وجيمي وناز وجوني وصديقه الخشبة بلانك

### رولف
المدبلج العربي : عبدو حكيم
عادل أبو حسون، وهو صبي مزارع يحب المزرعة والحيوانات ويهوى الزراعة ويريد تحقيق النجاح لعائلته ويحب ابهار الجميع بما يفعل

### جوني
المدبلج العربي : عبدو حكيم
بثينة شيا، وهو صبي مشاغب يحب إثارة المتاعب ودائما ما يصتحب صديقه الخشب بلانك ويحب إزعاج الجميع

### ناز
المدبلجة العربية : رالين داغر
سمر كوكش، وهي فتاة تعيش في الحي المجاور تحب الجميع خاصة كيفين وتفضل إدد أكثر من اد وادي وهي فتاة محبوبة الجميع يحبها لانها لطيفة

### جيمي
المدبلجة العربية : رالين داغر
ألاء الخضر، وهو صبي كاذب وحساس يخاف من الجميع يحب مرافقة سارة الفتاة الأكثر ازعاجا في الدنيا

### كيفين
المدبلجة العربية : رنا الرفاعي
فدوى سليمان، وهو صبي مزعج يحب ضرب الأخوة اد إدد وإدي وهو مشهور يضن الكل يحبونه إلا أنهم يتظاهرون بحبه لانهم يخافون منه

### سارة
المدبلجة العربية : رنا الرفاعي
لمى هاشم، وهي أسوء فتاة في العالم الكل يكرهها عدا جيمي وهي مغرورة للغاية وتحب ضرب إد إدد وإدي

## الأصوات
- ديمتري الملكي اد (الصوت الأول)
- طوني أشقر اد (الصوت الأول)
- جومانا الزنجي ادد
- عبدو حكيم رولف، جوني
- رالين داغر ناز، جيمي، لي كنكرز
- رنا الرفاعي سارة، كيفين، ماي كنكرز
- ريتشارد ياني اد (الصوت الثاني)
- ربيع البحر صافي ادي (الصوت الثاني)
- ابراهيم ماضي أخ إدي
- أسمهان بيطار ماري كنكرز

## وصلات خارجية
- إد، إدد وإدي على موقع IMDb (الإنجليزية)
- إد، إدد وإدي على موقع ميتاكريتيك (الإنجليزية)
- إد، إدد وإدي على موقع روتن توميتوز (الإنجليزية)
- إد، إدد وإدي على موقع ميوزك برينز (الإنجليزية)
- إد، إدد وإدي على موقع كينوبويسك (الروسية)
- إد، إدد وإدي على موقع ألو سيني (الفرنسية)
- إد، إدد وإدي على موقع قاعدة بيانات الفيلم (الإنجليزية)